# Pork
Pork (PORK) es una banda de post-grunge formada en 2002 en la Zona Sur del Gran Buenos Aires, Argentina e integrada por los hermanos mellizos César y Gastón Barrabía, Nino Conde, Augusto Ursino, Chuky Santana y Piru Dx.

## Historia

### Inicios
Tras haber residido en Maryland, Estados Unidos durante su infancia y preadolescencia, y haber sido influenciados por el auge del grunge y el metal de los noventa, los hermanos mellizos optaron por las letras en inglés para su repertorio.
La banda se formó luego de fusionar dos proyectos de los hermanos- "Bluster"(1995-1997) primera banda de César de un estilo heavy alternativo, en la cual ya se encontraban Nino y David Ortiz (bajista en Pork desde 1998 hasta 2014) en guitarra y bajo respectivamente, y un proyecto en proceso de formación de Gastón y Paulo Torres (baterista en Pork desde 1998 hasta 2011) de thrash metal. El día 21 de septiembre de 1998 Pork realizaron su primer show en vivo.
Entre los años 2002 y 2005 los Pork editaron 3 EP y se consolidaron en la escena del under de Buenos Aires. De esta etapa Pork son memorables los shows que dieron en el Teatro Nobles Bestias. En 2006 fueron invitados a telonear a la banda americana Fear Factory en el Estadio de Obras, y tras invitar a Andrés Giménez (A.N.I.M.A.L, D-Mente, De la Tierra ) a participar en su set, conocieron al productor Alejandro Taranto quien enseguida demostró interés en Pork.

### 2007-2008: Multiple Choice
En 2007, Pork grabó su primer disco llamado "Multiple Choice" bajo la conducción de Alejandro Taranto en el reconocido estudio “Del Cielito”. Fue editado bajo el sello Tommy Gun Records – Universal Music Group en mayo de 2008. El corte elegido fue “Akira” y su videoclip rotó exitosamente en las cadenas Much Music y MTV. Ese mismo año, Pork participó del Festival Pepsi Music junto a Nine Inch Nails, entre otros. En este período de la banda también son memorables los 3 shows que realizaron en La Trastienda.

### 2009-2012: The Pork Music Experiment
En 2009 comenzaron a grabar "The Pork Music Experiment" con producción a cargo de César Barrabia y colaboración de Paulo Torres en su propio estudio; y firmaron contrato con Batacazo, sello perteneciente al grupo Momer 360 Entretenimientos. Es así que “The Pork Music Experiment” se edita en 2010 con excelentes críticas, entre ellas las revistas Rolling Stone que le otorgó 3.5 estrellas sobre 5 y resaltó el nivel de producción y la apuesta al estilo de la banda; y la Jedbangers. El corte elegido en esta oportunidad fue “Experimenting” y su video entró en el ranking 40 de Much Music.
En 2010 participaron nuevamente del Festival Pepsi Music; en el que cerraban el ciclo Queens of the stone age y Rage Against The Machine. El show de Pork fue nominado por el diario Clarín como Mejor Performance en Vivo 2010. Luego se lanzaron los respectivos vídeos de los temas:"Galaxia" y "The Airship".
En el mes de agosto de 2011, gracias al pedido de los aficionados por la web, Pork es invitado a telonear a Limp Bizkit en el Estado Malvinas Argentinas. Pork hace un show contundente y muchos quedaron fascinados con la banda, poco tiempo después Pork telonea a Bring Me The Horizon en el Teatro Flores. En el cierre de año son prenominados para los Premios Carlos Gardel y tras el alejamiento de su baterista Paulo Torres (quien se fue a la banda de Andrés Giménez D-Mente), se incorpora Max Mateo, baterista de gran popularidad en su rubro de Youtube. 
En el 2012 dejan una gran impresión en su primera presentación en Córdoba, y pasada la mitad de año Pork es invitado al Festival Paraguay Alternativo II nuevamente junto a Fear Factory y bandas locales con gran aceptación del público y la prensa. Al llegar de Paraguay, Pork presenta un corte adelanto de su futuro material llamado "Friends Don't Send Their Friends To Rehab", que tan solo en horas tuvo miles de visualizaciones en su canal de YouTube. Para cerrar el año, la banda sorprende a todos con el primer corte de idioma castellano en su historia (adelanto 2013) llamado "La Muerte Del Ángel".

### 2013-2015: Nace una nueva gente
En 2013 lanzan "Nace una nueva gente" de manera independiente y producido por César. Este disco se caracteriza por ser el más crudo y oscuro de la banda. La revista Jedbangers le ha atribuido 8 puntos de 10 y ha resaltado el trabajo de producción y de guitarras. También, parte del personal de la revista incorporó el disco en el Top Ten 2013 de álbumes lanzados en todo el mundo. La banda realiza un video en estudio en el cual tocan en vivo todo el disco completo. Durante 2013 la banda ha batido su propio récord de shows en un año, tocando en todo Buenos Aires y en el interior de Argentina, compartiendo shows con bandas de la movida como Bruthal 6, Climatic Terra, No Guerra, Calvario, Perros Locos, Matan S.A., Mastifal, Tren Loco, entre otras bandas. En el mes de octubre se elige a Pork para ser los teloneros de Korn en el estadio Malvinas Argentinas. 
En 2014, tras el alejamiento de Max, se incorpora Fernando "Chuky" Santana en Batería.
El 9 de marzo Pork es elegido como único soporte para telonear a Avenged Sevenfold en el estadio Luna Park. También lanzaron el DVD del álbum de 2013, festejando sus 15 años, presentado el 12/04 en Uniclub, Bs.As. Durante todo el año Pork giró por muchas provincias del interior de la Argentina y además por todo Gran Bs As y Capital. De esta etapa es memorable la gira junto a Malón por Córdoba y Mendoza. Finalizando el año abandona el grupo David Ortiz, quien cede el lugar a Augusto Ursino en el bajo, quién ya venía suplantándolo en varios shows

### 2016: Párate indefinido
Actualmente la banda se encuentra fuera de los escenarios en un receso, aparentemente, indefinido. El comunicado oficial fue anunciado el 9 de febrero del 2016 mediante una publicación en la página de Facebook de Pork: 

"Hola amigos, queremos contarles que hemos decidido dejar los escenarios por tiempo indeterminado: fueron 17 años en los cuales no paramos de tocar y sentimos que es momento de hacer una pausa y recorrer distintos caminos. La esencia de Pork no desaparecerá mientras se escuchen nuestras canciones, queremos agradecer a todos los que nos hicieron el aguante durante tantos años, a todo el staff de Pork, a las bandas con las que tocamos, productores, etc. Gracias a todos los que se acercaron a algún show, compraron remeras y cds. Nos vemos por ahí amigos!!! Por siempre... Aguante, Aguante Pork!!!"

## Discografía

### Álbumes de estudio
| Año  | Álbum                     | US | Canadá | Label                              |
| ---- | ------------------------- | -- | ------ | ---------------------------------- |
| 2008 | Multiple Choice           | 78 | 46     | TommyGun-Universal Music Argentina |
| 2010 | The Pork Music Experiment | 21 | 8      | Batacazo                           |
| 2013 | Nace una Nueva Gente      | 1  | 1      | Saturno                            |

### EPs
- 2002 - Demo 01
- 2003 - Demo 02
- 2005 - Demo 03 Influences

### DVDs
- 2015 - Pork Nace Una Nueva Gente 15 años en Vivo y en Estudio